# Cryptothelea macleayi
Cryptothelea macleayi är en fjärilsart som beskrevs av Lansdowne Guilding 1827. Cryptothelea macleayi ingår i släktet Cryptothelea och familjen säckspinnare. Inga underarter finns listade i Catalogue of Life.